# Good Old-Fashioned Lover Boy
Good Old-Fashioned Lover Boy ist ein Lied der britischen Rockband Queen aus dem Jahr 1976.

## Hintergrund
Das Lied wurde von Queen-Frontmann Freddie Mercury geschrieben. Für die Produktion zeichneten alle Queen-Mitglieder verantwortlich.
Die Erstveröffentlichung von Good Old-Fashioned Lover Boy erfolgte am 10. Dezember 1976 als Teil des fünften Queen-Studioalbums A Day at the Races bei EMI. Am 20. Mai 1977 erschien das Lied als Single mit der B-Seite Death on Two Legs (Dedicated to …).

## Inhalt
| „I can dim the lights and sing you songs. Full of sad things. We can do the tango, just for two. I can serenade and gently play. On your heart strings. Be a Valentino, just for you.“ – 1. Strophe, Originalauszug | Aufgebaut ist das Lied aus zwei Strophen, einem Refrain und einer Bridge. Das Lied beginnt zunächst mit einer Strophe, welche aus sechs Zeilen besteht. Daran schließt sich der vierzeilige Refrain an. Es folgt die zweite Strophe, auf die erneut der Refrain folgt und an den sich die Bridge anschließt. Abgeschlossen wird das Lied mit dem Refrain. Inhaltlich wird auf die aussterbende Romantik in Beziehungen der modernen Gesellschaft eingegangen. Daran angelehnt wird in der letzten Zeile der ersten Strophe der italienische Schauspieler Rudolph Valentino erwähnt, der im Hollywood der 1920er Jahre als Sexsymbol und sein Name als Metapher der Romantik galt. |

## Besetzung
- John Deacon – Bass
- Brian May – E-Gitarre, Gesang
- Freddie Mercury – Gesang, Klavier
- Mike Stone – Gesang
- Roger Taylor – Schlagzeug, Triangel, Klanghölzer, Gesang